# ハードソース
ハードソース (英語: hard sauce) は、クリーム状にしたバターと砂糖及びラム酒（ラムバター）、ブランデー（ブランデーバター）、ウイスキー、シェリー（シェリーバター）、またバニラやその他の香料から作るデザートソースである。冷たくし、しばしば温かいデザートともに提供する。クリスマスプディング、ブレッドプディング、コーンミールがゆ等のプディングやフルーツケーキ、ジンジャーブレッド等とともに食べられる。

## 概要
イギリスでは、ブランデーバター及びラムバターは特にクリスマスや新年と関連し、クリーム、アイスクリームやカスタードの代わりにクリスマスプディングや温かいミンスパイとともに食べられる。ケンブリッジでは、シニアラングラー（首席1級合格者）ソースとしても知られる。
「ソース」と呼ばれるが、液状でもムース状でもない。実際はスプレッドに近いもので、バターほどの固さがある。作成は簡単で、冷蔵庫で数ヶ月は保存できる。冷やす前に飾り型で抜くこともできる。

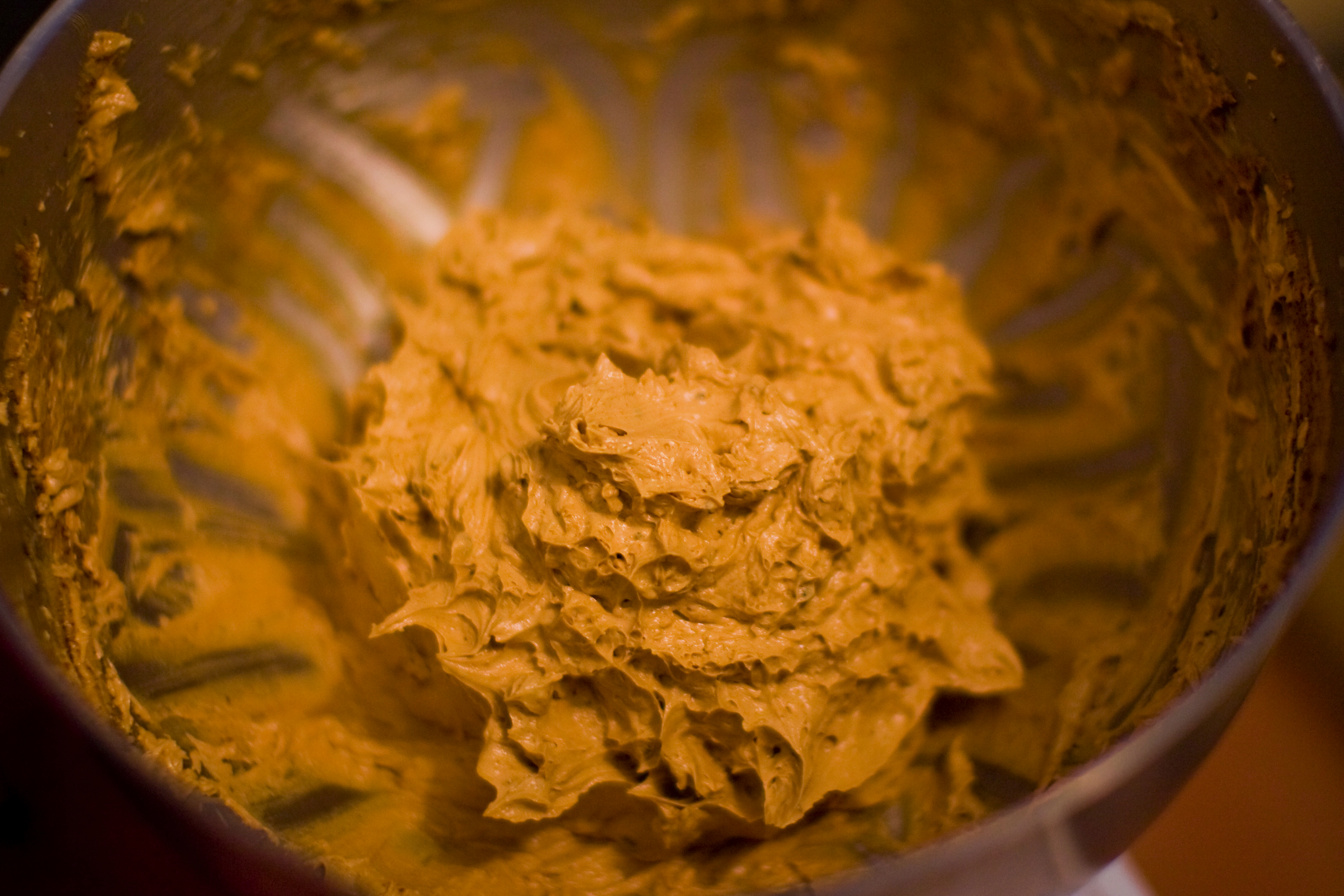
ブランデーバター

欧州共同体の規則で、ラム/ブランデー/シェリーバターと称するためには、少なくとも20%の乳脂肪を含む必要がある。

## カンバーランドラムバター
イギリスの旧・カンバーランド地域（現・カンブリア）はラムバターが名物の1つであり、「カンバーランドラムバター」とも呼ばれる。
ナツメグを加えてアクセントをつけるのが特徴であり、クリスマスシーズンに食されるブランデーバターとは異なり、トーストやスコーンなどに塗ったりと年間を通じて日常的に食されている。
古くは幼児洗礼にラムバターが用いられており、現代でも続けている地域もある。カンブリアでは、洗礼式ために訪れてくれた人々にラムバターとオーツケーキをふるまう習慣があり、受け皿と蓋付きの専用の器に入れられたラムバターを食べ終えた客人は器の中に銀貨を入れて返す。時には銀貨を入れた器に蓋をしてひっくり返し、銀貨をラムバターで汚してべとべとにすることもあった。器に貼り付いた沢山の銀貨はその幼児が将来金銭に困る事がないようにという願いが込められている。また、「一番最初にラムバターの器にスプーンを入れた女性は次に妊娠する」といったような言い伝えもある。
ラムバター誕生については、以下のように複数の物語が言い伝えられている。誰かが考案したとか、売り始めたような説はなく、「偶然にできた」という点で共通する。
- ラム酒とバターと砂糖を密輸しようとしていた海賊が、沿岸の警備の目を逃れて洞窟に逃げ込んだが、潮が満ちて洞窟の中で潮が満ち閉じ込められてしまったが、積荷のラム酒とバターと砂糖を混ぜ合わせたもので生き延びられた[2]。
- ある農夫が浜に打ち上げられたラム酒の樽を持ち帰って食品庫にしまっておいたところ、樽にひびが入っていたため、下においてあったバターと砂糖に染み込んでラムバターができあがった[2]。
- 南方からの食料を詰め込んだ貿易船が嵐に遇ってしまい、積荷のラム酒の樽が割れて、一緒に積んであった砂糖やバターと混ざり合ってラムバターができあがった[2]。